# خوان إنريكي هايز
خوان إنريكي هايز (بالإسبانية: Harry Hayes)‏ (20 يناير 1891 بروساريو في الأرجنتين - 25 يوليو 1976 بروساريو في الأرجنتين) هو لاعب كرة قدم أرجنتيني في مركز الهجوم. شارك مع منتخب الأرجنتين لكرة القدم. أما مع النوادي، فقد لعب مع روزاريو سنترال.

## وصلات خارجية
- خوان إنريكي هايز على موقع ناشيونال فوتبول تيمز (الإنجليزية)
- خوان إنريكي هايز على موقع عالم كرة القدم.نت (الإنجليزية)